# Rtveli

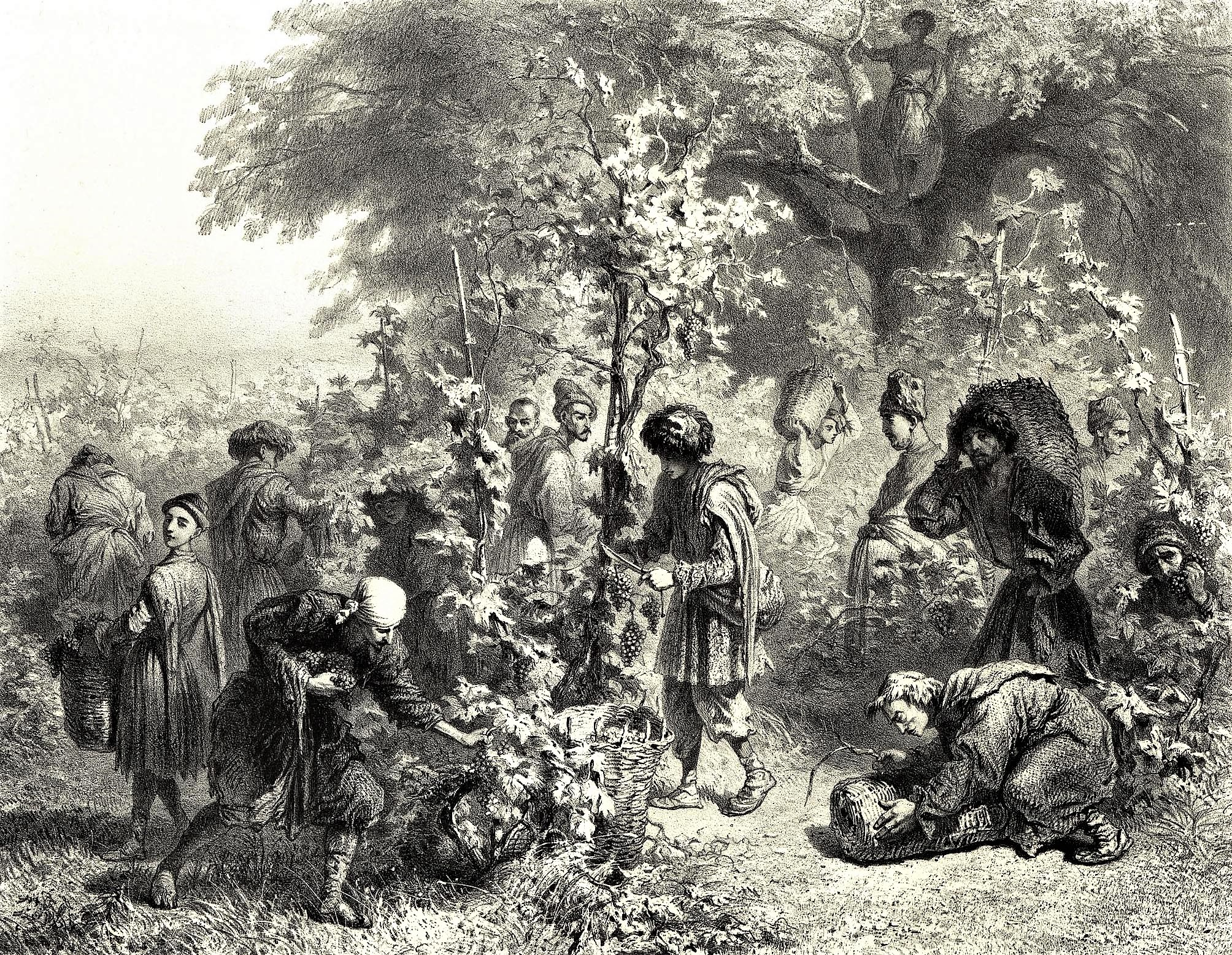
Rtveli w Kachetii Grigorija Gagarina, 1847

Rtveli (gruz. რთველი) jest tradycyjnym gruzińskim świętem plonów związanym z winobraniem. Towarzyszą mu festyny, koncerty itp. Zazwyczaj obchodzone jest pod koniec września we wschodniej Gruzji i w połowie października w Gruzji zachodniej.
W Gruzji, gdzie wino ma symboliczne znaczenie, tradycja rtveli sięga zamierzchłych czasów, mając swe korzenie w święcie obfitości i różnorodności połowy jesieni. Rtveli zazwyczaj zajmuje kilka dni, kiedy to Gruzini zaczynają pracę wcześnie rano, a dzień kończą wieczornymi zabawami i śpiewaniem tradycyjnych pieśni ludowych związanych z winobraniem.